# زبيدة شهابلي
زبيدة شهابلي أديبة شركسية تركية، وُلدت في المدينة المنورة في بلاد الحجاز عام 1909م. والدها عثمان فريد باشا من قبيلة الوبيخ الشركسية، وكان يشغل منصب شيخ الحرم النبوي للمسجد النبوي الشريف في المدينة المنورة. ووالدتها نفيسة هانم بنت الإمام غازي محمد ابن الإمام الأكبر المجاهد الإمام شامل .
- تلقّت علومها الأولية على يد والدها، ثمّ تلقّت دراساتها النظامية العليا في كل من جنيف والكلّية الأمريكية في مدينة استانبول.
- درست الصحافة في باريس كما نالت دبلوماً من معهد الأنثولوجي في باريس.
- عملت كمراسلة صحفية في مدينة باريس لصحيفتي الجمهورية التركية والجمهورية الفرنسية في الفترة 1933- 1936م.
- نشرت الكثير من المقالات والقصص القصيرة والطويلة عن التاريخ القفقاسي في المجلات التركية والفرنسية كمجلة ليس أنا ليس ومجلة المساء، كما نشرتها في المجلات القفقاسية باللغتين الشركسية والروسية في الفترة 1934- 1939م.
- وكانت تكتب قصصها ومقالاتها باللغة الفرنسية ثم يتم ترجمتها إلى اللغات التركية والإنجليزية والروسية.
- أصدرت في إستانبول مجلة ( وحدة القفقاس ) في الفترة 1964- 1967م ، كما أصدرت مجلة ( شمال القفقاس ) عام 1970م. من الكتب التي أصدرتها كتاب ( عُشق القفقاس ) في استانبول عام 1944م، وكتاب ( آبرِك ) في استانبول عام 1977م ، وكتاب ( 4 حكايات قفقاسية) في أنقرة عام 1971م بالاشتراك مع آخرين. نُشِرت مقالاتها وقصصها في مختلف الصحف والمجلات، وبمختلف اللغات العربية والإنجليزية والفرنسية والتركية والشركسية والروسية والإندونيسية والباكستانية والأفغانية.